# Palais Koruna
Pour les articles homonymes, voir Koruna.
Le palais Koruna est un bâtiment de style Art nouveau tardif construit au début du XXe siècle dans la Nouvelle Ville de Prague, à l'angle de la place Venceslas et de la rue Na příkopě. Depuis 1983, le bâtiment est classé Monument culturel. 

## Histoire de l'immeuble et des propriétaires

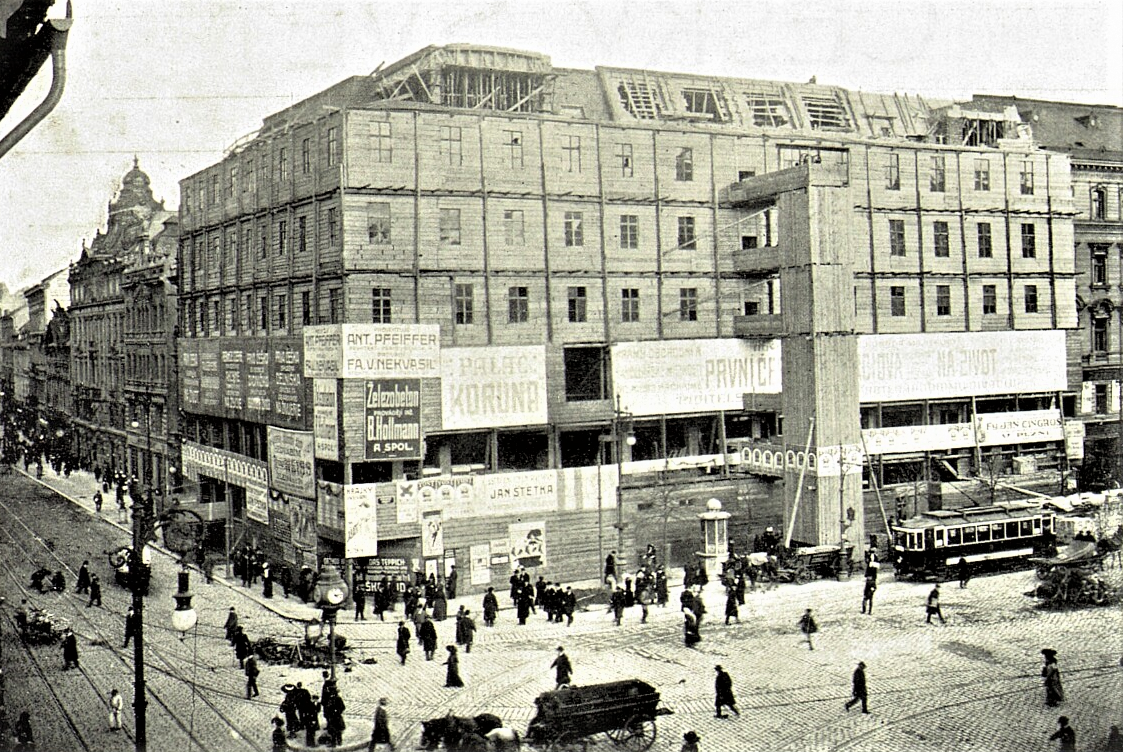
Construction du Palais Koruna, Prague, hiver 1911-1912.

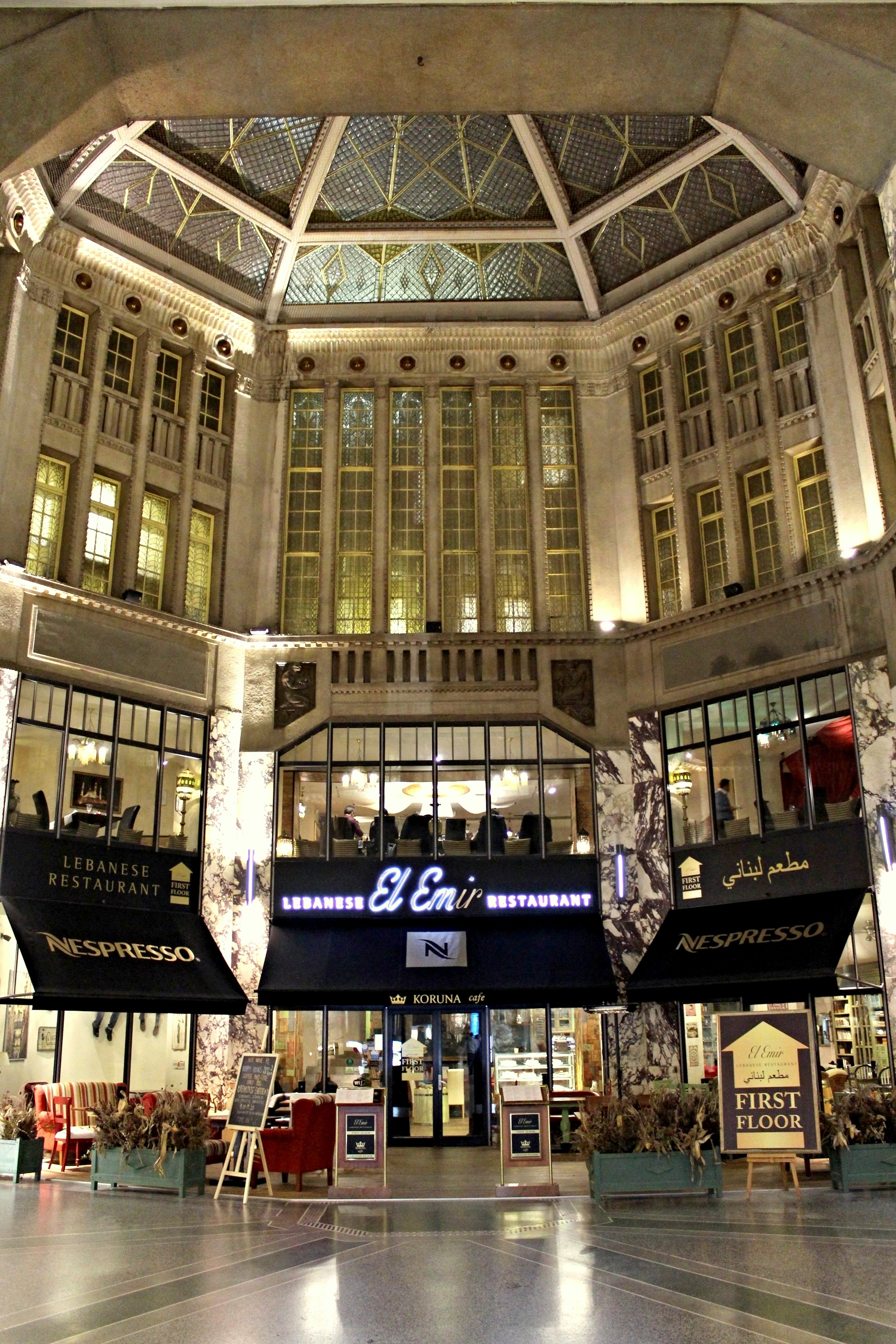
Le passage du palais Koruna.

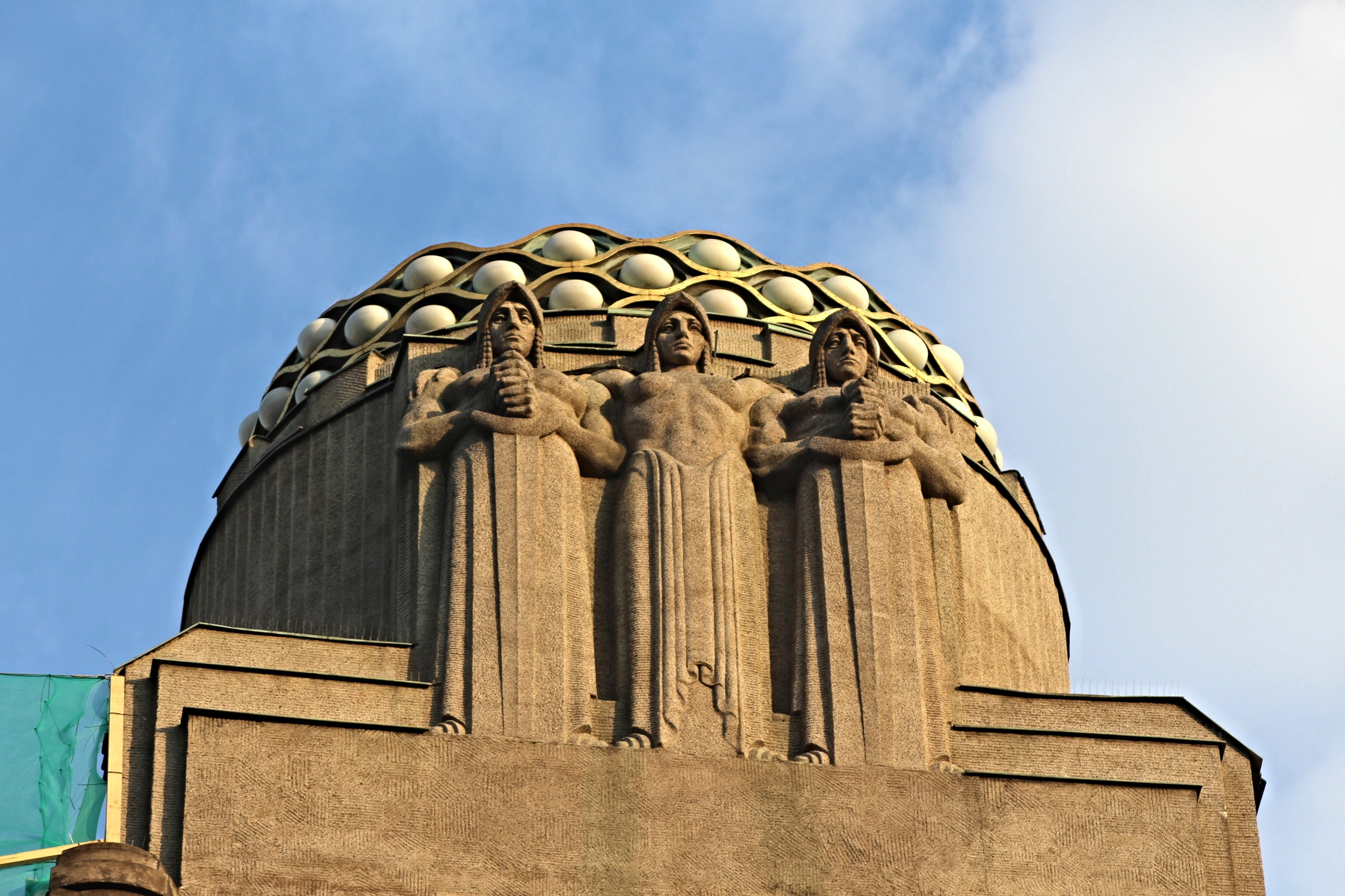
Haut du palais avec la « Couronne ».

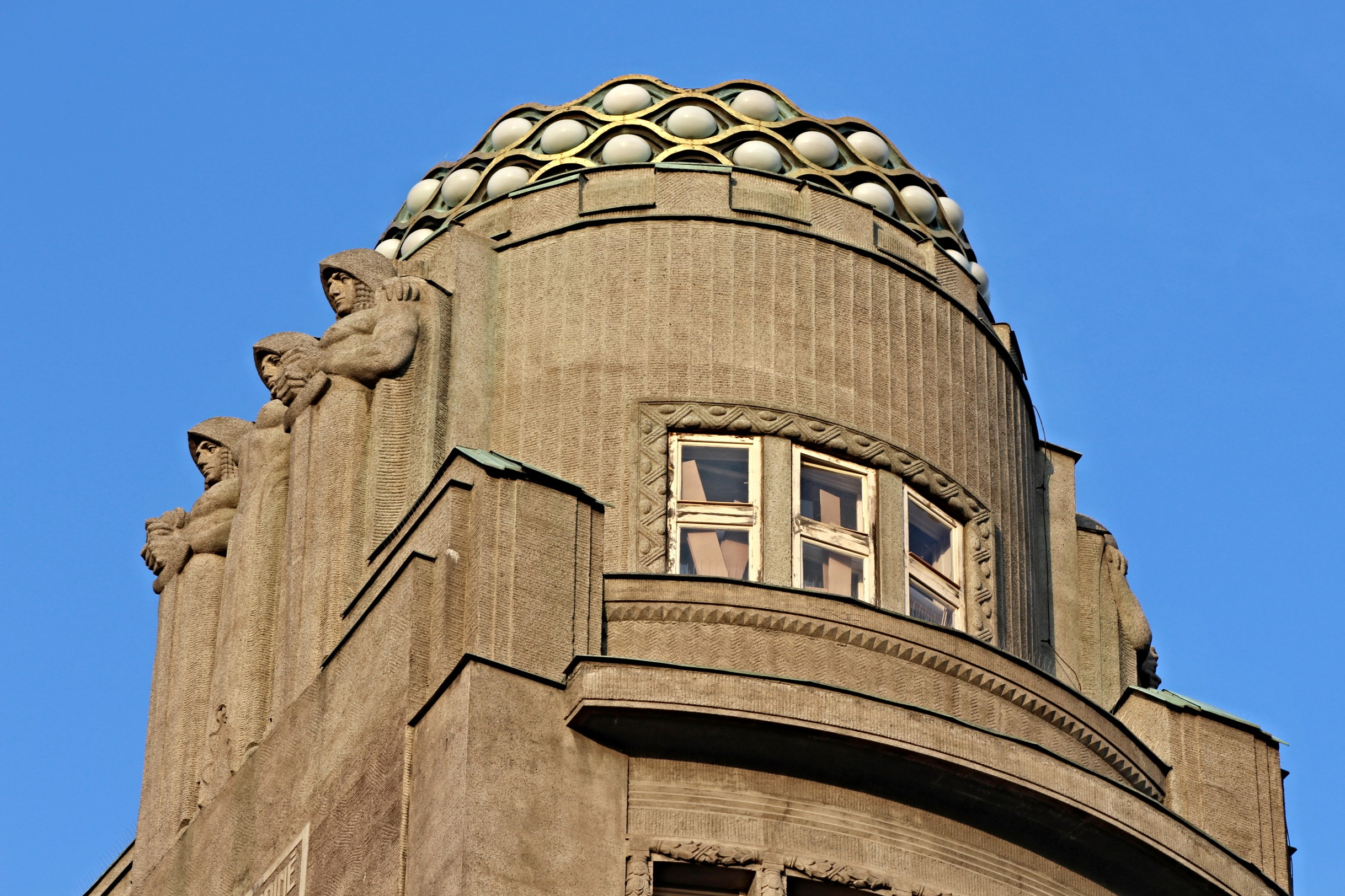

Le palais Koruna d'aujourd'hui se dresse sur le site de la maison U Spinku de la fin du XIXe siècle. Le Café Wien des patriotes tchèques, parmi lesquels František Palacký, František Ladislav Rieger et František August Brauner, a lui aussi disparu. 
La Maison U Spinku a été démolie en 1910 et est remplacée en 1911-1912 par un palais de style Art Nouveau tardif. C'était une des premières constructions avec structure en béton armé. Le bâtiment a été construit à ses frais par la première société par actions tchèque d'assurance-vie, qui a été renommée "Koruna". 
Entre 1991 et 1996, le rez-de-chaussée et le sous-sol du bâtiment ont été adaptés à des fins commerciales (magasin Bontonland à plusieurs étages). À l'origine, il y avait un cinéma souterrain et une piscine. 
Jusqu'en 2010, le bâtiment appartenait à la société publique Technoexport.  En 2010, le bâtiment a été divisé en deux immeubles indépendants, dont le Koruna Palace Assets, appartenant à Chemoprojekt.

## Architecture
Le palais a été conçu par les architectes Antonín Pfeiffer et Matěj Blecha. La base de la construction est une structure en béton armé, qui s'étend sur deux étages sous le sol et quatre étages au-dessus du sol. Le bâtiment comprend un passage incliné avec hall et est coiffé d'une tour d'angle distinctive avec une couronne (Koruna) soutenue par des Atlantes. Le hall comporte un dôme avec des vitraux. 

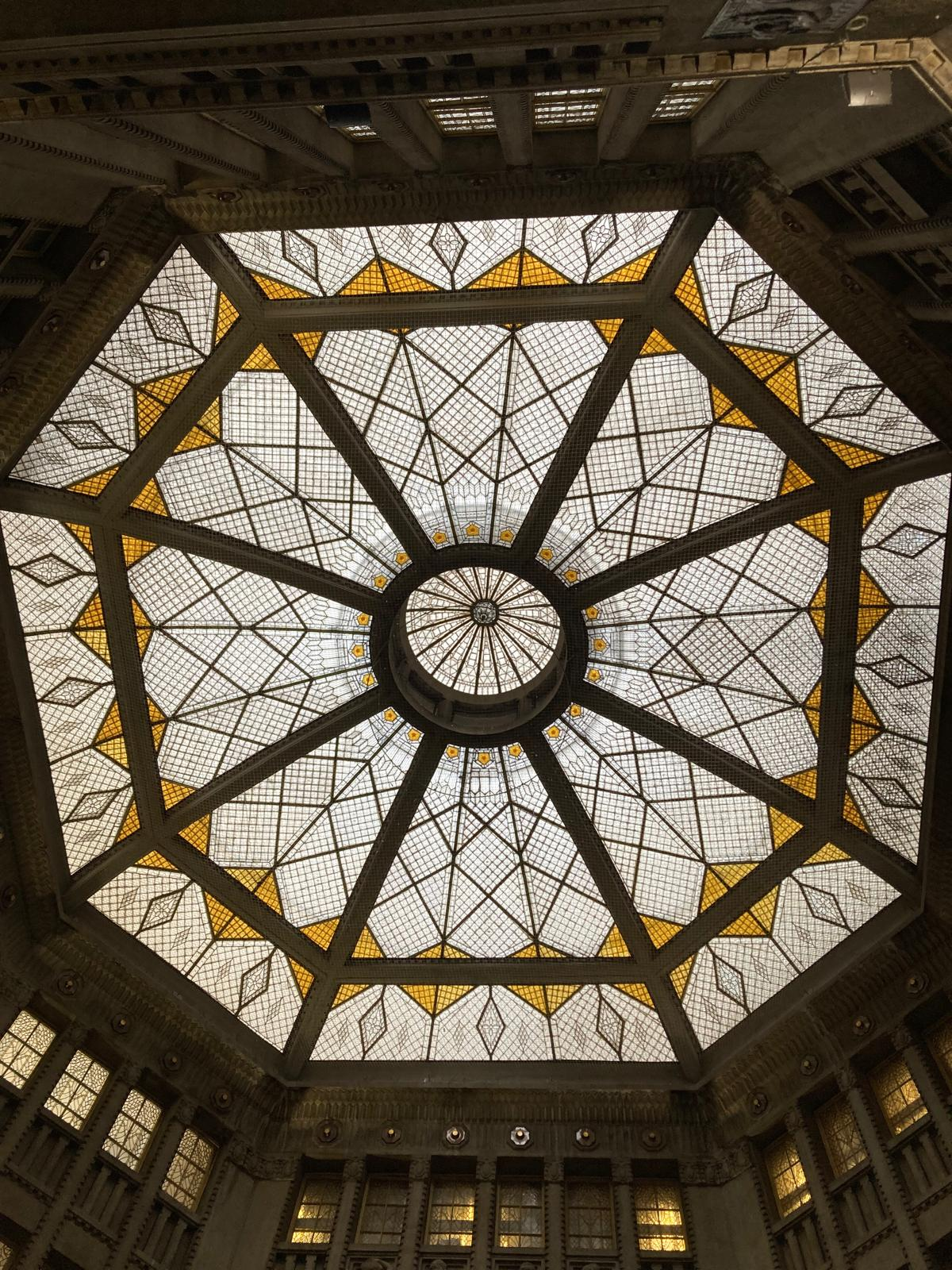
Dôme avec ses vitraux du Palais Koruna

## Usages
Le bâtiment abrite 108 personnes morales et 46 établissements.